# Spider-kráter
A Spider-kráter egy egykori meteorit becsapódási kráterének lepusztult maradványa (asztrobléma) Nyugat-Ausztrália Kimberley régiójában.
A magasból leginkább egy pókra emlékeztető, az erózió hatására lepusztult képződmény eredete ismeretlen volt az 1970-es évek végéig, amikor az első, a becsapódás hatására eldeformálódott szerkezetű köveket megtalálták. A kráter nevét is a pókról kapta. A jelenlegi mintegy 11×13 kilométeres, mintegy 40 méter magas, furcsa szerkezetű dombvonulat az egykori központi kiemelkedés maradványa. Az eredeti kráter jóval nagyobb teknője már feltöltődött, a sánc lepusztult. A központi kiemelkedés aszimmetrikus volta miatt feltételezik, hogy a meteorit nagyon alacsony szögből érte a földet. A becsapódás időpontja bizonytalan, 600–900 millió év körülire becslik.

## Elhelyezkedése és megközelítése
A kráter Ausztrália északnyugati sarkában, szinte lakatlan területen található. A legközelebbi aszfaltút a mintegy 250 kilométerre húzódó Great Northern Highway. A krátert kb. 350 kilométeres, 2013-ban csak kisebb részen aszfaltozott, terepjáróval járható földúton lehet megközelíteni, a Derby városból induló Derby Gibb River Roadon. A legközelebbi lakott hely a légvonalban 20 kilométerre nyugatra található Mount Barnett Roadhouse, ami egy útmenti benzinkút és pihenőállomás. A kráterhez semminemű út, vagy ösvény nem vezet, a terep igen nehéz, a krátert komoly előkészületek nélkül megközelíthetetlennek tartják.